# Таймень сахалінський

Сахалінський таймень, або гой, або чевиця (Parahucho perryi) — вид великих променеперих риб з родини лососевих. 
Систематики не визначилися, до якого роду належить вид: частина виділяють в монотиповий рід Parahucho, частина відносять до роду тайменів (Hucho).
Мешкає в Японському морі, заходить на нерест в річки Хоккайдо, південних Курильських островів, Сахаліну та Примор'я .
Сахалінський таймень досягає 2 м завдовжки й 24 кг ваги, доживаючи до 16 років . Відрізняється цей вид від звичайного тайменя більшою лускою.
Хижак, основа раціону риба: оселедець, корюшка, далекосхідна навага.